# Heteranthera peduncularis
Heteranthera peduncularis là một loài thực vật có hoa trong họ Pontederiaceae. Loài này được Benth. mô tả khoa học đầu tiên năm 1840.